# Jackson (priimek)
Jackson je priimek več znanih ljudi:
- Alan Jackson (*1958), ameriški country pevec
- Andrew Jackson (1767—1845), ameriški pravnik in politik, 7. predsednik ZDA
- Austin Jackson (*1987), ameriški bejzbolist
- Berhawn Jackson (*1983), ameriški atlet
- Charles Jackson (1805—1880), ameriški kemik
- Colin Jackson (*1967), valižanski atlet
- Cyril V. Jackson (1903—1988), južnoafriški astronom
- Donald G. Jackson (1943—2003), ameriški filmski režiser
- Gerorge Jackson (1941—1971), ameriški pisec in črnski aktivist
- George Henry Jackson (1945—2013), ameriški kantavtor in pevec
- George Jackson (1958—2000), ameriški filmski režiser in producent
- Glenda Jackson (1936—2013), britanska gledališka in filmska igralka ter politična aktivistka
- Henry Bradwardine Jackson (1855—1929), britanski admiral
- Janet Jackson (*1966), ameriška pevka
- Jermaine Jackson (*1954), ameriški pevec, kantavtor
- Jesse Jackson (*1941), ameriški politični (črnski oz. afroameriški) aktivist
- Jimmy Jackson (1910—1984), ameriški dirkač Formule 1
- John Jackson (1887—1958), škotski astronom
- John Hughlings Jackson (1835—1911), angleški nevropatolog (po njem poimenovana oblika epilepsije)
- Mahalia Jackson (1911—1972), ameriška pevka
- Matt Jackson (*1971), angleški nogometaš
- Michael Jackson (1958—2009), ameriški glasbenik, pevec in plesalec
- Mick Jackson (*1943), angleški filmski režiser
- Milt(on) "Bags" Jackson (1923—1999), ameriški džezovski vibrafonist
- Peter Jackson (*1961), novozelandski filmski režiser in producent
- Richard Jackson (*1946), ameriški jezikoslovec in prevajalec, prejel častni znak svobode Republike Slovenije
- Robert Houghwout Jackson (1892—1954), ameriški pravnik
- Samuel Leory Jackson (*1948), ameriški gledališki in filmski igralec
- Thomas Jonathan Jackson (1824—1863), ameriški general